# Застава Кајманских Острва
Застава Кајманских Острва усвојена је 1959. Пре тога острва су користила заставу Уједињеног Краљевства.
Застава је тамноплаве боје са заставом Уједињеног Краљевства у горњем левом углу и грбом Кајманских Острва са десне стране.